# Helena Filipionek
Helena Filipionek, pseud. Basia (ur. 16 maja 1914 w Ostrówce k. Dyneburga, zm. 20 marca 2009) – pedagog, łączniczka Armii Krajowej, członek Wachlarza, działaczka społeczna, do swojej śmierci najstarsza Polka mieszkająca w Dyneburgu na Łotwie.

## Życiorys
W czasie II wojny światowej działała w konspiracji. Po wejściu wojsk sowieckich na obszar Polski, w Dyneburgu wylądowały polskie samoloty wojskowe z bazy w Lidzie, przewożąc lotników i ich rodziny. Zaangażowała się w pomoc uciekinierom z Lidy – organizowanie ubrań, leków, przygotowywanie posiłków. Brała udział w akcji wydostawania Polaków z obozów dla internowanych i przerzucania ich przez Morze Bałtyckie na Zachód. Organizowała pomoc, trudniła się przerzutem paczek, przekazywała informacje. Jako łączniczka poczty partyzanckiej kontaktowała się z harcerzami, którzy przyjmowali skoczków – spadochroniarzy z Anglii. Podczas okupacji sowieckiej zajmowała się tajnym nauczaniem języka polskiego i historii. Jednocześnie władze sowieckie skierowały ją do rosyjskiej szkoły, w której przez rok nauczała dzieci matematyki. Podczas okupacji niemieckiej aż do zakończenia wojny uczyła języka polskiego.
Po wojnie przez 34 lata pracowała w aptece. Zajęła się ratowaniem materiałów dokumentujących losy Polaków i polskich organizacji na Łotwie. Najcenniejsze ze swych zbiorów przekazała w darze do Domu Polskiego w Dyneburgu.
Za walkę o wolność Polski w okresie okupacji 17 października 1971 odznaczona Krzyżem Armii Krajowej. W 1996 uhonorowana przez Radę Ochrony Pamięci Walk i Męczeństwa Złotym Medalem Opiekuna Miejsc Pamięci Narodowej. W 2007 w dowód uznania za wkład w ochronę polskiego dziedzictwa narodowego poza granicami kraju prezes Instytutu Pamięci Narodowej uhonorował ją nagrodą „Kustosza Pamięci Narodowej” im. G. Jakubowskiego.
W 2002 została odznaczona Krzyżem Kawalerskim Orderu Zasługi Rzeczypospolitej Polskiej.